# Brian Griffin
Brian Griffin is een personage uit de tv-animatieserie Family Guy. Zijn stem wordt ingesproken door bedenker en maker van de serie Seth MacFarlane. Voor de stem van Brian gebruikte MacFarlane een stem die dicht bij de zijne ligt, in tegenstelling tot de stemmen van bijvoorbeeld Peter Griffin en Stewie Griffin. Voor deze twee personages spreekt MacFarlane ook in; hij verdraait echter zijn stem.
Brian is een pratende hond, die al bij de familie Griffin leeft sinds Peter hem tegen kwam op straat en hem uitnodigde om bij de familie thuis te komen eten. Hij beschikt over de mogelijkheid om intelligent te praten, auto te rijden en te lopen op twee poten. Toch heeft hij een aantal typische hondentrekjes, zoals vuilnis eten, likken, blaffen naar andere honden, op het voeteneinde slapen, luisteren naar een hondenfluitje en bang zijn voor de stofzuiger. Peter is zijn beste vriend, ook al is Brian qua intelligentie duidelijk superieur aan Peter. Ook gaat hij vaak met Stewie om.
Brian is cultureel ingesteld: hij houdt van opera, jazz en zingen. Hij spreekt vloeiend Frans en netjes Spaans. Brian is ook een schrijver: hij schreef voor het tijdschrift The New Yorker en was mogelijk bezig aan een roman. Naar dat laatste verwees Stewie in de aflevering Brian the Bachelor.
Brian is (gedeeltelijk) genezen van een alcohol-, drugs- en rookverslaving. Gedurende de eerste seizoenen stak Brian nog regelmatig een sigaret op. In het seizoen dat in 2006-2007 werd uitgezonden rookte hij niet. Hij heeft nog steeds een lage tolerantie voor alcohol. In een van de afleveringen krijgt Brian een behandeling voor een cocaïneverslaving als gevolg van zijn werk als speurhond. In een aantal andere afleveringen werd laten zien dat Brian in het bezit was van marihuana. Ook probeert Brian in een latere aflevering magic mushrooms uit.
Brian heeft ook een 13-jarige (menselijke) zoon (wat eigenlijk onmogelijk is, aangezien Brian zelf 7 jaar oud is).
Tijdens familieruzies of -problemen is Brian vaak de bemiddelaar. Hij is ook vaak de eerste en enige om te merken dat er gevaar dreigt in beslissingen van zijn mede-personages.
In de aflevering Love Blacktually bleek voor het eerst dat Brian een atheïst is.
In de aflevering Life of Brian kwam hij om het leven door een auto-ongeluk. Zijn vriend Stewie probeerde hem nog te redden met een tijdmachine, maar dat bleek tevergeefs. Brian overleed, waardoor er meerdere discussies ontstonden op het internet en petities werden gestart om het figuur alsnog terug te halen in de serie. In de aflevering Christmas Guy is Brian weer terug in de serie nadat Stewie het "terugkeerplatform" van een tijdreizende Stewie had gestolen, waardoor hij terug kon naar het moment vlak voordat Brian werd aangereden en Brian nog net gered kon worden van de auto.